# Sheymon Moraes
Sheymon Moraes (Niterói, 11 de outubro de 1990) é um lutador brasileiro de artes marciais mistas que recentemente competiu na categoria Peso Pena do Ultimate Fighting Championship. Após sair derrotado em três de suas cinco lutas no UFC, Sheymon acabou dispensado do evento.

## Começo da carreira
Nascido em Niterói, município do estado do Rio de Janeiro, Sheymon Moraes começou nas artes marciais através do Judô, tendo treinado e competido na modalidade desde a sua infância até os doze anos de idade. Em seguida, ele iniciou os treinamentos em Jiu-Jítsu Brasileiro, Muay Thai e Kickboxing apenas por lazer. Posteriormente, ele começou a competir no Muay Thai, o que acabou o levando a ingressar no MMA.

## Carreira no MMA
Moraes iniciou sua carreira profissional nas Artes Marciais Mistas no ano de 2012. Atuando em eventos sediados no Brasil, Moraes alcançou um cartel de seis vitórias em seis lutas, sendo quatro por nocaute ou nocaute técnico.

### World Series of Fighting
Seu bom desempenho em solo brasileiro o levou a assinar um contrato com o World Series of Fighting em 2014.
No WSOF 16, realizado em 13 de Dezembro de 2014, Moraes fez sua estréia na organização contra o estadunidense Gabriel Solorio. Moraes venceu a luta por decisão dividida.
No WSOF 22, em 1 de Agosto de 2015, Sheymon Moraes enfrentou seu compatriota Marlon Moraes em disputa válida pelo cinturão Peso Galo do evento. Sheymon acabou derrotado por finalização, com um mata-leão no terceiro round, quebrando sua série invicta na carreira.
Após conhecer sua primeira derrota na carreira, Sheymon decidiu subir para a categoria Peso Pena. Sua estréia na nova categoria foi contra o estadunidense Robbie Peralta no WSOF 26, em 18 de Dezembro de 2015. Moraes venceu a luta por nocaute técnico no segundo round.
No WSOF 31, em 17 de Junho de 2016, Moraes enfrentou o peruano Luis Palomino. Moraes venceu o confronto por decisão unânime.

### Ultimate Fighting Championship
Em Outubro de 2017, Sheymon Moraes assinou contrato com o UFC.
Ele fez sua estréia na organização contra o russo Zabit Magomedsharipov no UFC Fight Night 122, em 25 de Novembro de 2017. Moraes acabou derrotado por finalização, no terceiro round.
Moraes enfrentou o estadunidense Matt Sayles no UFC 227, em 04 de Agosto de 2018. Ele venceu a luta por decisão unânime.
Moraes enfrentou o estadunidense Julio Arce no UFC 230, em 03 de Novembro de 2018. Ele venceu a luta por decisão dividida.
Moraes enfrentou o nigeriano Sodiq Yussuf no UFC On ESPN 2, em 30 de Março de 2019. Ele foi derrotado por decisão unânime.
Moraes enfrentou o estadunidense Andre Fili no UFC Fight Night 155, em 13 de Julho de 2019. Ele foi derrotado por nocaute, no primeiro round.
Em Outubro de 2019, após ser derrotado em três de seus cinco combates no UFC, Sheymon Moraes foi dispensado do evento.

## Cartel no MMA
| Cartel no MMA   |             |            |
| 15 lutas        | 11 vitórias | 4 derrotas |
| Por nocaute     | 05          | 01         |
| Por finalização | 0           | 2          |
| Por decisão     | 06          | 01         |
| Empates         | 0           | 0          |

| Res.    | Cartel | Oponente                   | Método                                       | Evento                                | Data       | Round | Tempo | Local                            | Notas                                 |  |
| ------- | ------ | -------------------------- | -------------------------------------------- | ------------------------------------- | ---------- | ----- | ----- | -------------------------------- | ------------------------------------- |  |
| Derrota | 11-4   | Andre Fili                 | Nocaute (socos)                              | UFC Fight Night: de Randamie vs. Ladd | 13/07/2019 | 1     | 3:07  | Sacramento, Califórnia           |                                       |  |
| Derrota | 11-3   | Sodiq Yussuf               | Decisão (Unânime)                            | UFC on ESPN: Barboza vs. Gaethje      | 30/03/2019 | 3     | 5:00  | Filadélfia, Pensilvânia          |                                       |  |
| Vitória | 11-2   | Julio Arce                 | Decisão (Dividida)                           | UFC 230: Cormier vs. Lewis            | 03/11/2018 | 3     | 5:00  | Nova Iorque, Nova Iorque         |                                       |  |
| Vitória | 10-2   | Matt Sayles                | Decisão (Unânime)                            | UFC 227: Dillashaw vs. Garbrandt II   | 04/08/2018 | 3     | 5:00  | Los Angeles, Califórnia          |                                       |  |
| Derrota | 9-2    | Zabit Magomedsharipov      | Finalização (Anaconda Choke)                 | UFC Fight Night: Bisping vs. Gastelum | 25/11/2017 | 3     | 4:30  | Xangai                           |                                       |  |
| Vitória | 9-1    | Luis Palomino              | Decisão (Unânime)                            | WSOF 31 - Ivanov vs. Copeland         | 17/06/2016 | 3     | 5:00  | Connecticut                      |                                       |  |
| Vitória | 8-1    | Robbie Peralta             | Nocaute Técnico (Socos)                      | WSOF 26 - Palmer vs. Almeida          | 18/12/2015 | 2     | 3:21  | Las Vegas, Nevada                | Estréia no Peso Pena.                 |  |
| Derrota | 7-1    | Marlon Moraes              | Finalização (Mata-Leão)                      | WSOF 22: Palhares vs. Shields         | 01/08/2015 | 3     | 3:46  | Las Vegas, Nevada                | Pelo Cinturão da Categoria Peso Galo. |  |
| Vitória | 7-0    | Gabriel Solorio            | Decisão (Dividida)                           | WSOF 16: Palhares vs Fitch            | 13/12/2014 | 3     | 5:00  | Sacramento, Califórnia           |                                       |  |
| Vitória | 6-0    | Felipe Alves               | Nocaute (Cotoveladas)                        | NCF - Nitrix Champion Fight 20        | 12/04/2014 | 1     | 0:20  | Blumenau, Santa Catarina, Brasil |                                       |  |
| Vitória | 5-0    | Eliel dos Santos e Santos  | Decisão (Dividida)                           | Team Nogueira - MMA Circuit 1         | 22/12/2012 | 3     | 5:00  | Rio de Janeiro                   |                                       |  |
| Vitória | 4-0    | Pedro Nobre                | Nocaute Técnico (Socos)                      | Bitetti Combat 12 - Oswaldo Paqueta   | 08/09/2012 | 2     | 4:16  | Rio de Janeiro                   |                                       |  |
| Vitória | 3-0    | Pedro Arruda               | Nocaute Técnico (Socos e joelhadas no corpo) | Bitetti Combat 12 - Oswaldo Paqueta   | 08/09/2012 | 1     | 2:33  | Rio de Janeiro                   |                                       |  |
| Vitória | 2-0    | Jefferson Silva dos Santos | Nocaute Técnico (cotoveladas)                | MKC - Mortal Kombat Championship 1    | 20/04/2012 | 2     | 2:48  | Rio de Janeiro                   |                                       |  |
| Vitória | 1-0    | Richard Medeiros           | Decisão (unânime)                            | MF - Max Fight 11                     | 17/03/2012 | 3     | 5:00  | São Paulo                        |                                       |  |